# Auguste Goust
Auguste Goust est un homme politique français né le 10 janvier 1859 à Poissy (Yvelines) et mort le 29 janvier 1949 à Mantes-Gassicourt (Yvelines).

## Biographie
Commis des chemins de fer, il entre au conseil d'administration des chemins de fer de l’État. En 1908, il est élu maire de Mantes, fonction qu'il occupe jusqu'en 1941 et de nouveau de 1944 à 1945. Il est député de Seine-et-Oise de 1914 à 1919, puis de 1923 à 1928. Il s'inscrit au groupe Radical-socialiste.

## Sources
- « Auguste Goust », dans le Dictionnaire des parlementaires français (1889-1940), sous la direction de Jean Jolly, PUF, 1960 [détail de l’édition]